# Steinbruch Henke

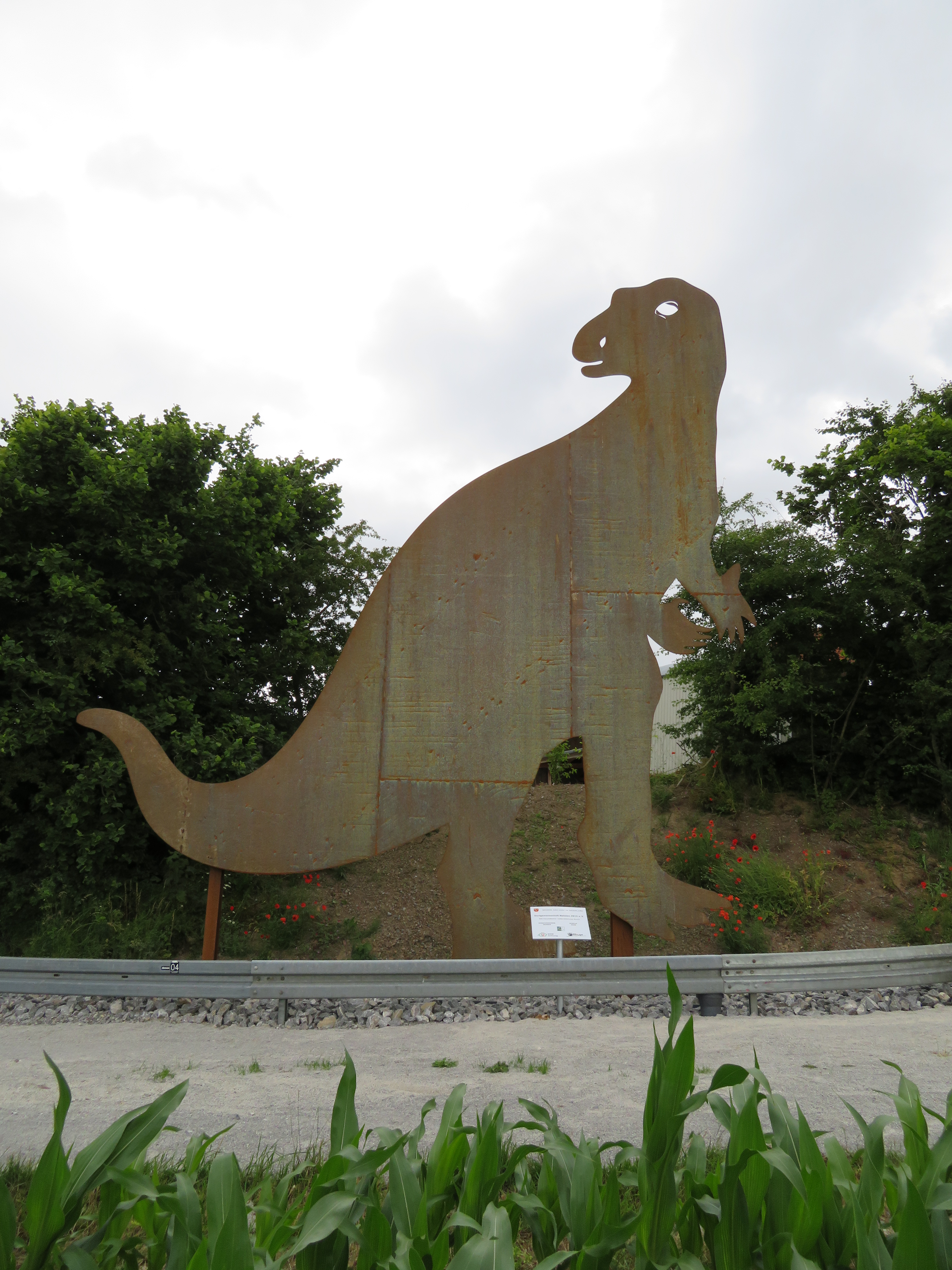
Iguanodon Symbol am Weg zum Steinbruch Henke

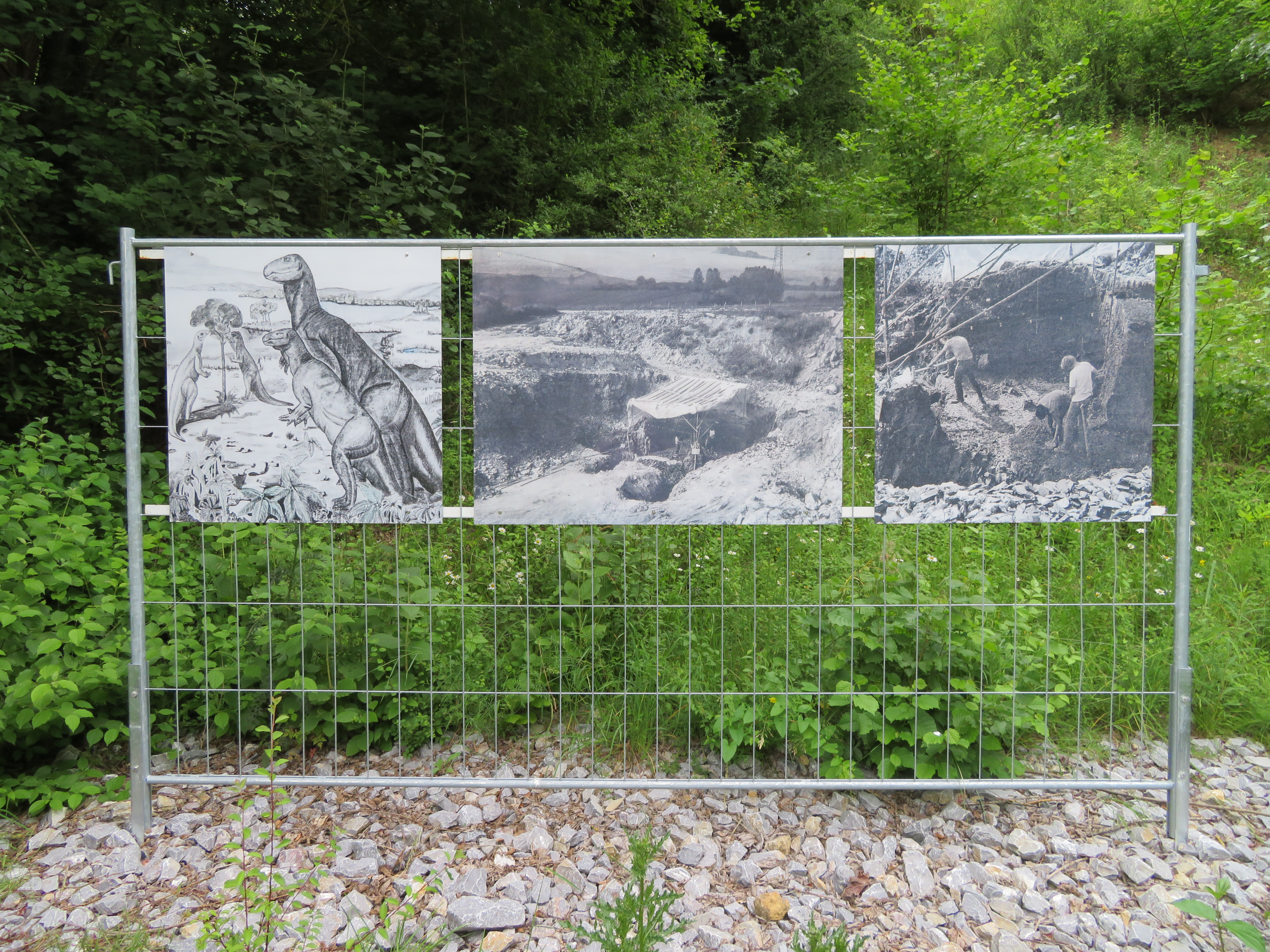
Iguanodon Fundstelle

Der Steinbruch Henke befindet sich südwestlich von Nehden, einem Ortsteil von Brilon, im Landschaftsschutzgebiet Offenland um Nehden. Er ist wegen seiner Funde von Dinosaurierknochen geschützt. Der Steinbruch wurde von der Stadt Brilon gekauft und wurde zum paläontologischen Bodendenkmal erklärt. Der Grabungsbereich ist nicht mehr zugänglich und zum Schutz mit Abraum zugeschüttet. Schautafeln informieren über die Fundstelle.

## Steinbruch
Im Steinbruch, der sich auf der Briloner Hochfläche befindet, wurde bis zum Ende des Zweiten Weltkrieges Marmor abgebaut. Es wurde nicht gesprengt, sondern mit Hacken und Schüppen abgebaut, um die Qualität des Marmors nicht zu schmälern. Die Firma Dassel aus Allagen vertrieb den Marmor unter dem Namen Goldader. Ein Gedenkstein am Kräuterhagen erinnert an den Marmorabbau.

## Dinosaurierfunde
Das Gebiet befand sich in der Kreidezeit in der Nähe der Küste eines Flachmeeres. Die flachhügelige Landschaft war von Seen und Fließgewässern durchzogen, an deren Ufern Sumpfzypressen, riesige Baumfarne, Mammutbäume und Farne wuchsen. Die trockenen höhergelegenen Standorte waren von Kiefern, Ginkgobäumen und Araukarien besiedelt. Vermutlich herrschte ein feuchtwarmes Klima vor; einige der gefundenen Pflanzen sind heute noch in den Tropen zu finden. Diese sehr gut erhaltenen Pflanzenfunde erlaubten Rückschlüsse auf die klimatischen Verhältnisse; teilweise waren sie verkohlt, was auf Waldbrände schließen lässt. Die Zugehörigkeit von Zapfen, Pollen, Nadeln und Sporen diverser Pflanzen wurde mit rasterelektronenmikroskopischen Aufnahmen bestimmt. In einem nahegelegenen Steinbruch wurden in den 1980er Jahren fossile Wirbeltierknochen entdeckt. Wegen ihrer Einmaligkeit galten sie in wissenschaftlichen Kreisen als Sensation.
Bei Abbau von Massenkalk und Ton legten Arbeiter eine tonige Spaltenfüllung frei. Die Funde wurden zuerst als fossile Hölzer gedeutet; später stellte sich heraus, dass es sich um ein Knochenfragment handelt. Nach weiteren Funden erfolgte die eindeutige Bestimmung als Knochen eines Dinosauriers. Bei darauf folgenden wissenschaftlichen Grabungen, die Jahre in Anspruch nahmen, wurden etliche weitere fossile Knochen von Dinosauriern, überwiegend der Gattung Iguanodon, gefunden. Diese Tiere waren reine Pflanzenfresser; sie konnten eine Länge bis zu 11 Metern erreichen und wogen bis zu 4,5 Tonnen. Sie lebten vor etwa 100 Millionen Jahren. Bis zu dieser Entdeckung waren die Iguanodonten nur durch versteinerte Fußabdrücke, die in Norddeutschland gefunden wurden, nachgewiesen. Es wurden zahlreiche Einzelknochen, aber auch zusammenhängende Skelettteile gefunden. In Nehden konnten etwa 1400 Knochen gefunden werden, deren Bergung und Präparation mit Schwierigkeiten verbunden war. In dem erforschten Tonvorkommen wurden auch noch Knochenreste von Schildkröten, Raubsauriern und Krokodilen sowie Reste von Insekten und Fischen gefunden. Bemerkenswert waren auch die Bruchstücke von Schildkrötenknochenpanzern. Die Funde wurden 1982 zum Teil im Forschungsinstitut Senckenberg in Frankfurt am Main von Reinhold Huckriede erforscht und unter dem Titel Die unterkretazische Karsthoehlen-Fuellung von Nehden im Sauerland. 1. Geologische, palaeozoologische und palaeobotanische Befunde und Datierung veröffentlicht. Bei einer weiteren Untersuchung im Jahr 1983 konnten Aussagen über die Art der Vegetation zu Lebzeiten der Sauerier getroffen werden.
Nach aufwendigen Untersuchungen konnte nach und nach das lebensnahe Skelett eines Jungtieres rekonstruiert werden. Frühere Iguanodon-Nachbildungen stützten sich jeweils nur auf wenige Knochenfunde. Die Rückschlüsse auf das Aussehen der Tiere waren sehr vage, die angefertigten Modelle wirkten häufig unnatürlich. Durch neue wissenschaftliche Methoden und die Funde der Knochen des Jungsauriers konnte eine der Wirklichkeit nahekommende Rekonstruktion in den Präparationswerkstätten des Westfälischen Museums für Naturkunde in Münster angefertigt werden. Von den gefundenen Knochen wurden Gipsabdrücke erstellt, die fehlenden oder unvollständigen Glieder wurden ersetzt bzw. ergänzt. Das fertige Modell wurde in Lebensstellung, mit dem starken Schwanz als Balanceorgan beim Gehen, montiert.
Ein Teil der gefundenen Fossilien wird im Museum Haus Hövener in der Abteilung Erdgeschichte und Dinosaurier in Brilon-Nehden gezeigt; die anderen Fundstücke werden in den Sammlungen des Geologisch-Paläontologischen Instituts und Museums der Universität Münster aufbewahrt. Einige Stücke kamen als Leihgabe an das Senckenberg-Museum in Frankfurt und das Niedersächsische Landesmuseum in Hannover.
Ab 2013 markierten Schautafeln und Iguanodon Symbole des Vereins Dorfgemeinschaft Nehden 2013 die Fundstelle. Die Dorfgemeinschaft Nehden 2013 wurde dabei von der Stadt Brilon, der NRW-Stiftung, LEADER-Förderung der EU und den Vereinen Sepa Idem und dem Verkehrsverein Nehden unterstützt.
Bis 2018 bis Ende 2019 gestaltete die Dorfgemeinschaft die Fundstelle neu. Die Gelder wurden durch Förderungen von 28.000 Euro vom LEADER-Programm der EU, 8000 Euro vom Regional-Budget, 4000 Euro von der Nordrhein-Westfalen-Stiftung Naturschutz, Heimat- und Kulturpflege, 2000 Euro durch einen Heimat-Scheck vom Ministerium für Heimat, Kommunales, Bau und Digitalisierung des Landes Nordrhein-Westfalen und 3000 Euro von der Stadt Brilon für 70 Beton-Dino-Fußstapfen aufgebracht. Im Juli 2022 erfolgte die Neueröffnung der Fundstelle wegen Corona mehr als zwei Jahre verzögert. Bis 2023 sollen weitere Maßnahmen erfolgen, wie ein großes Hinweisschild.

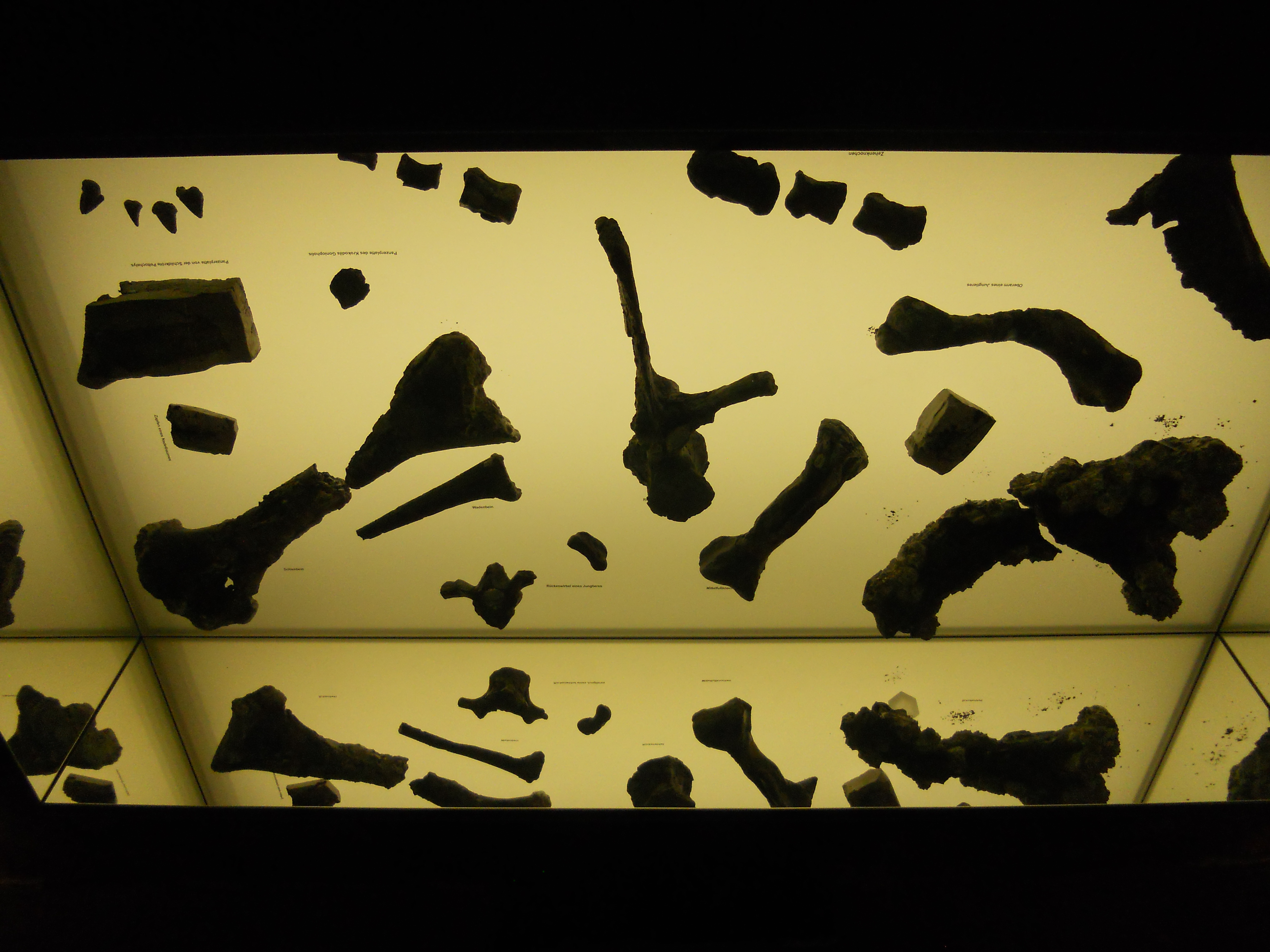
Fossile Einzelknochen
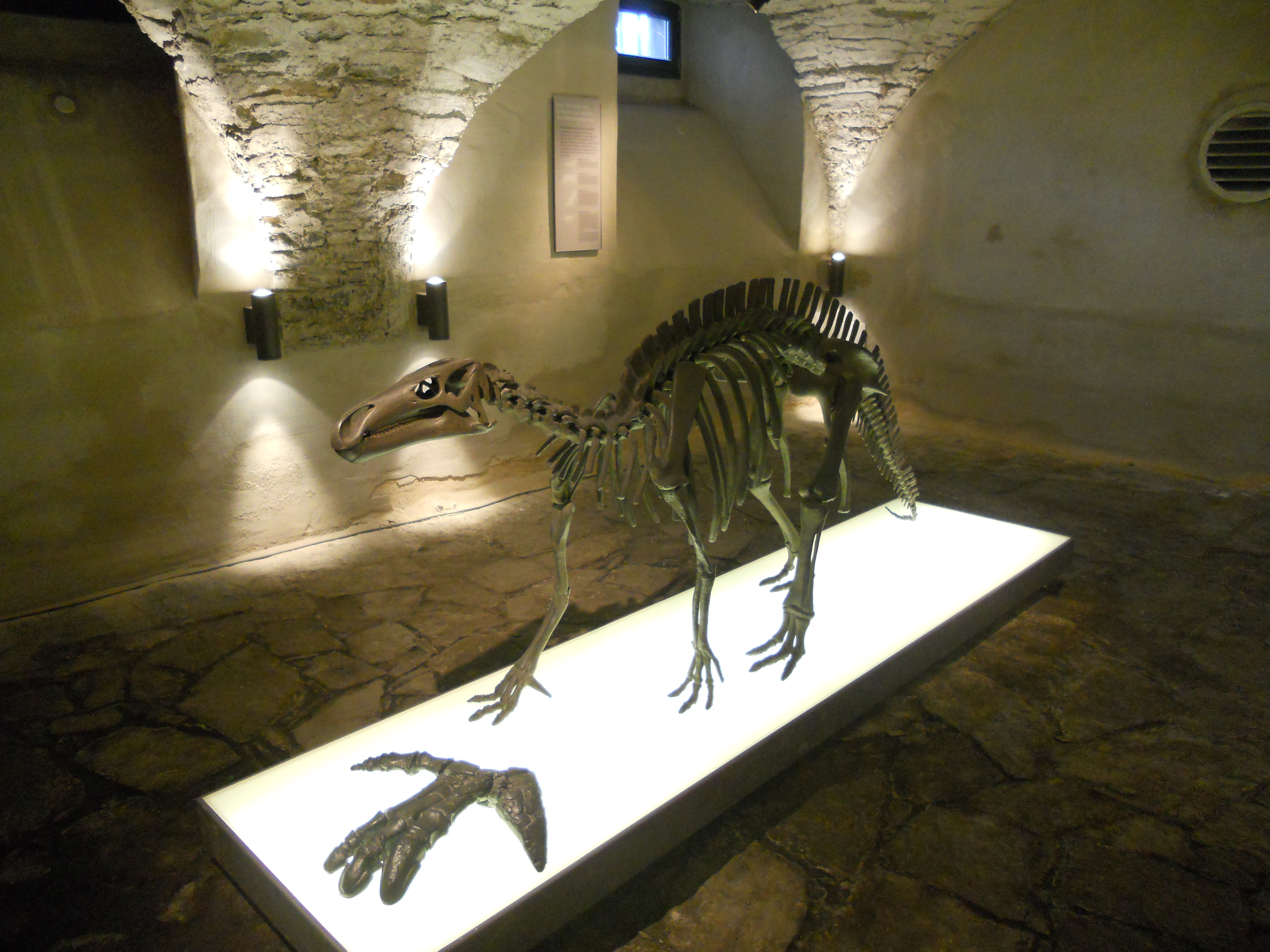
Skelettnachbildung
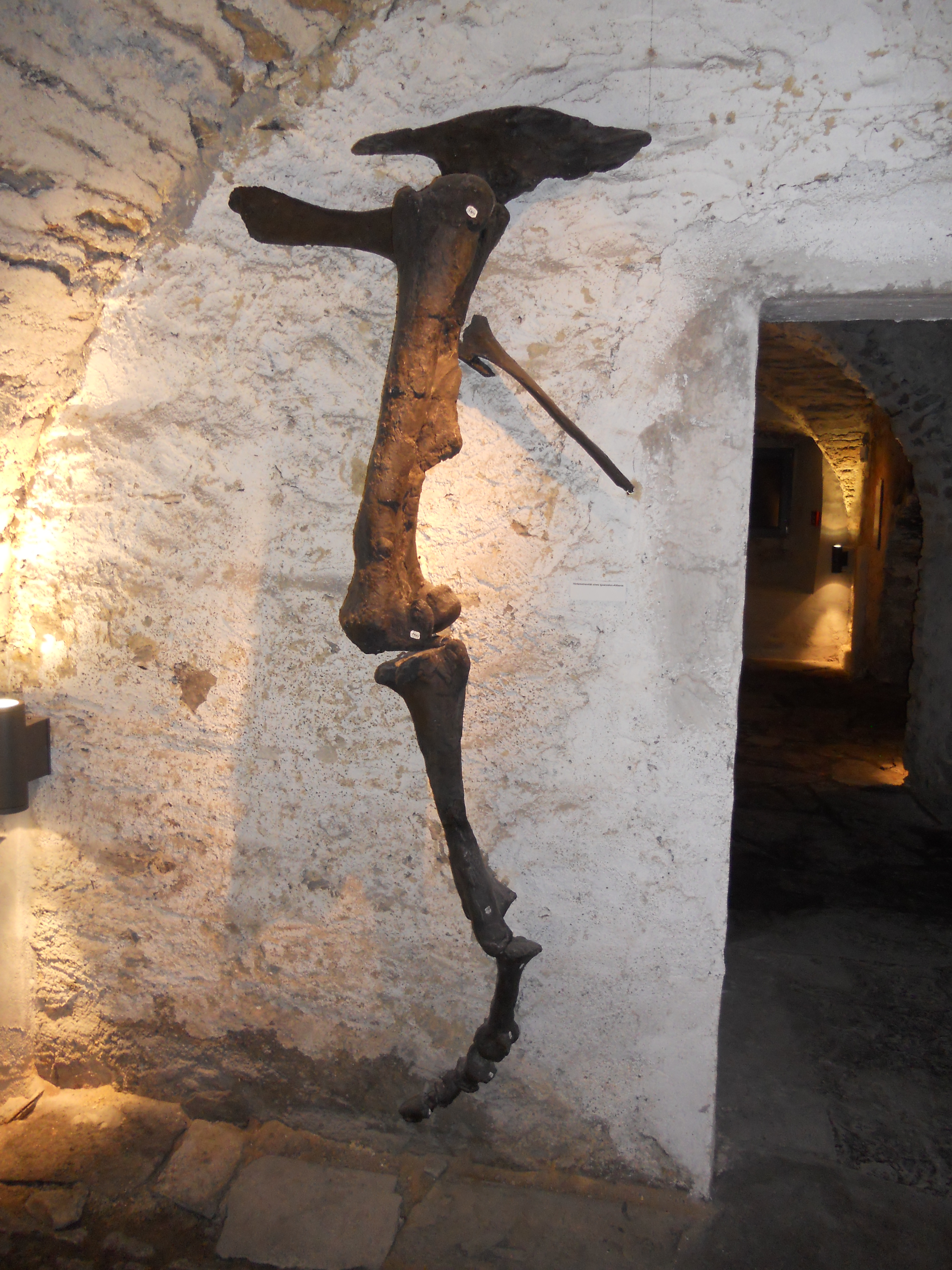
Zusammenhängende Skelettfragmente
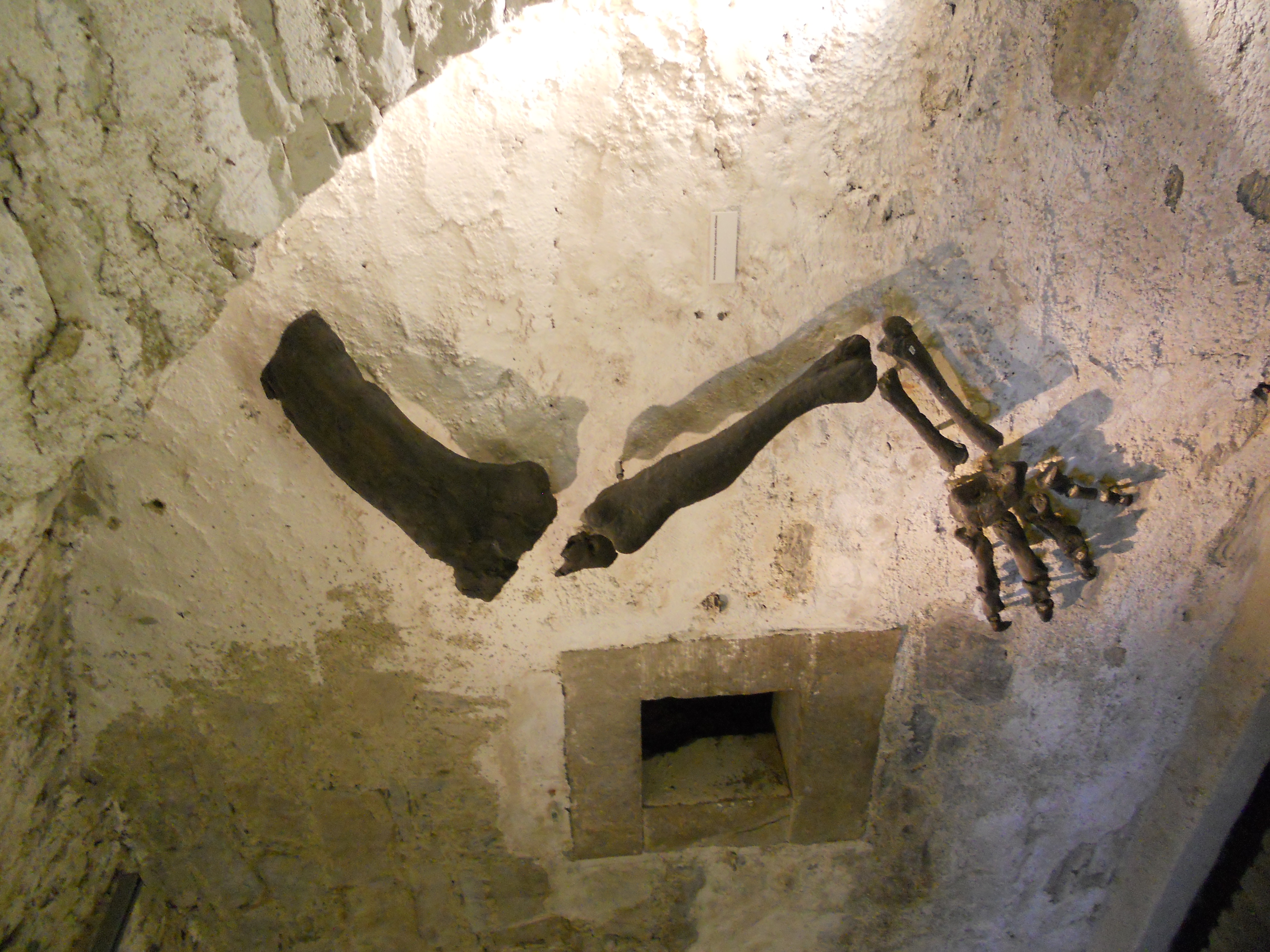
Saurierknochen
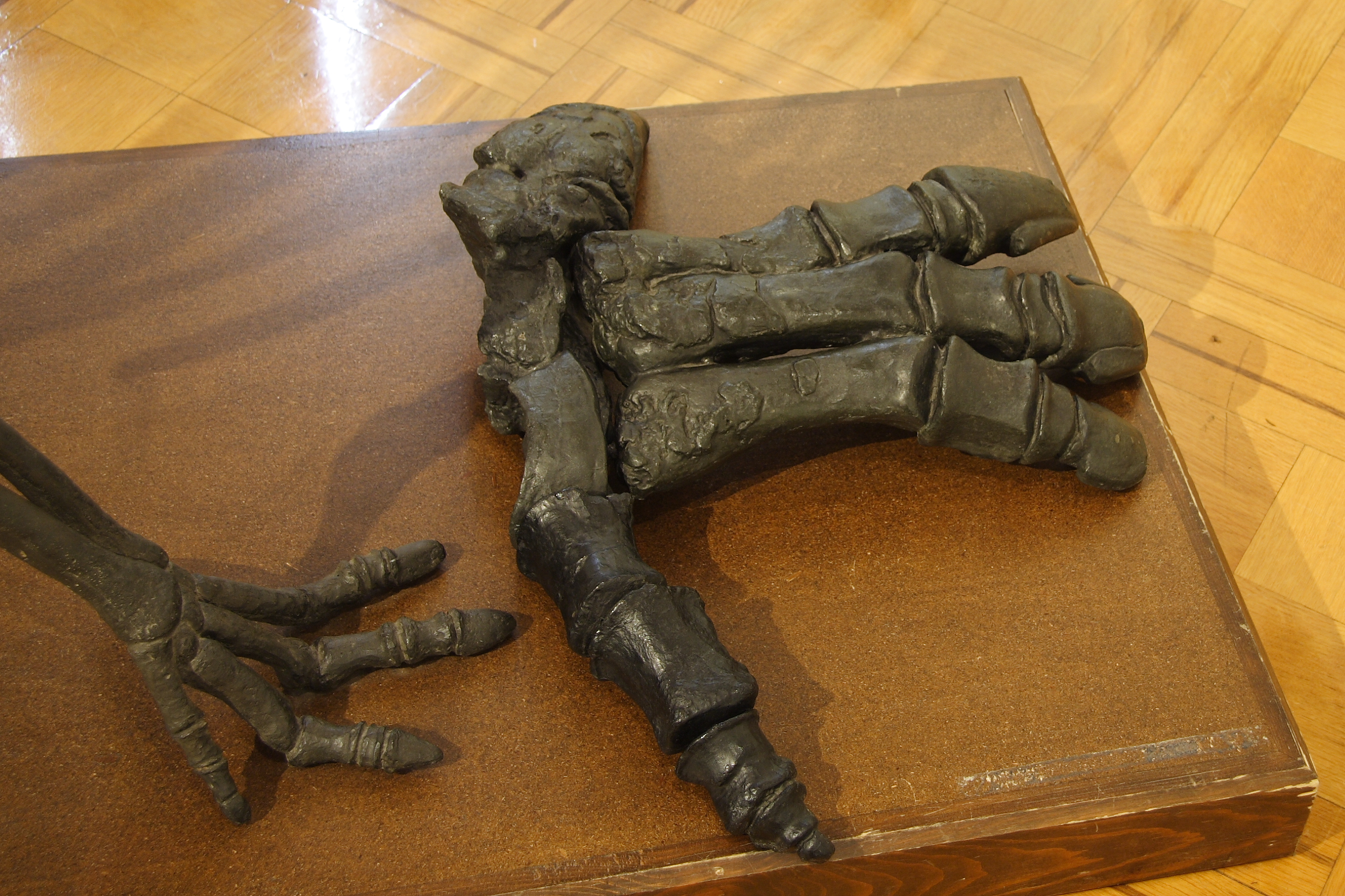
Saurierfüße